# Cmentarz ewangelicki Ujeścisko
Cmentarz ewangelicki Ujeścisko − nieczynny cmentarz ewangelicki w Gdańsku, przy obecnej ul. Cedrowej, na osiedlu Ujeścisko. Cmentarz był czynny w latach około 1648-1961. Wpisany do gminnej ewidencji zabytków.

## Historia
Cmentarz był przykościelnym cmentarzem z kaplicą wsi Ujeścisko. Kościół św. Jerzego z 1663 został spalony w 1945 roku. Po zamknięciu cmentarza uległ on dewastacji, służąc za nielegalne wysypisko śmieci.
Aktualnie dawny cmentarz pełni funkcje niewielkiego parku, w którym pozostały tylko resztki dawnego drzewostanu, ślady po dawnych alejach, zdewastowane fragmenty nagrobków i fundamenty krypty. Na cmentarzu znajdują się 3 płyty nagrobne z inskrypcjami; 2 najstarsze zachowane kamienne tablice z pierwszej połowy XIX wieku w pocz. XXI wieku zostały przewiezione do miejskiego lapidarium.
Na cmentarzu pochowani zostali m.in. polscy żołnierze polegli w czasie walk o Gdańsk w 1807 roku. Wśród nich ppłk Antoni Parys, dowódca 3. batalionu 10 Pułku Piechoty Księstwa Warszawskiego. Ponadto w masowej mogile pochowane są tu ofiary radzieckich zbrodni wojennych, dokonanych w czasie zdobywania Gdańska w 1945.

## Widoki cmentarza w 2009

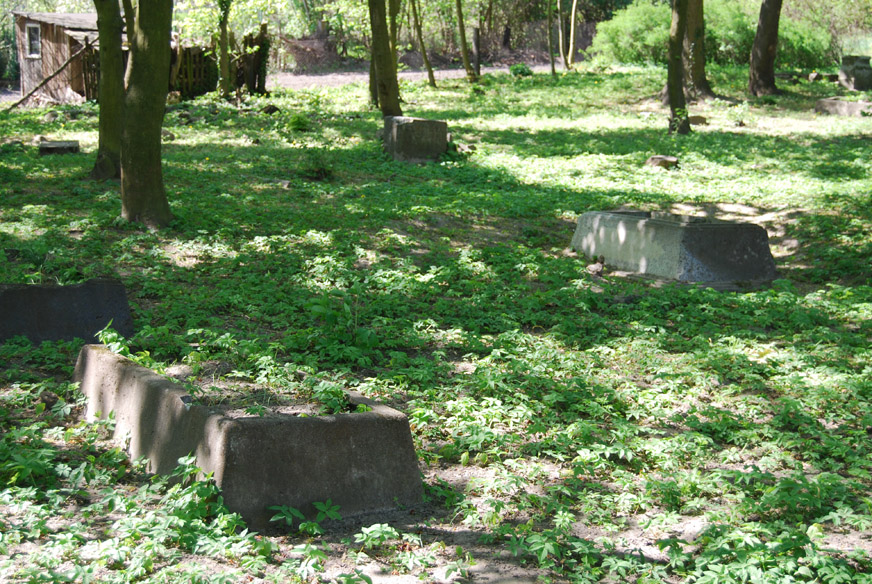
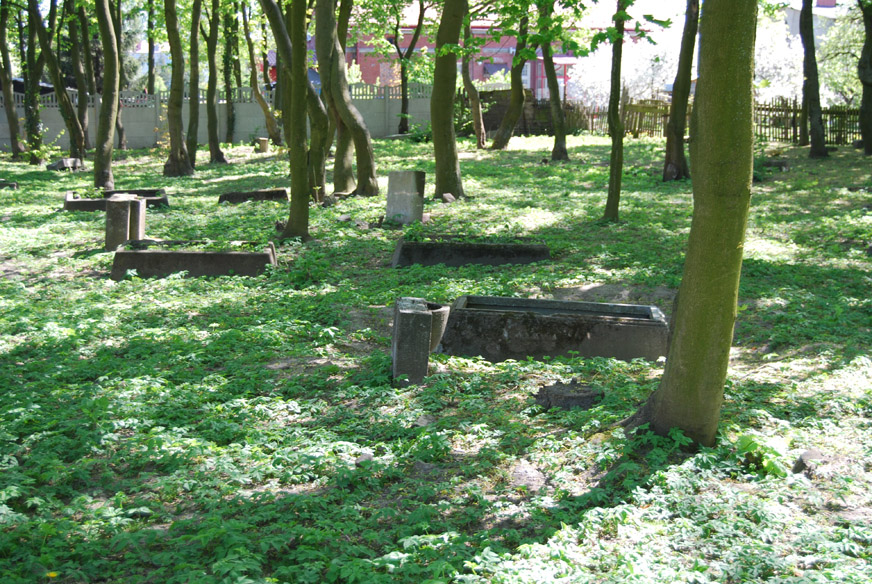
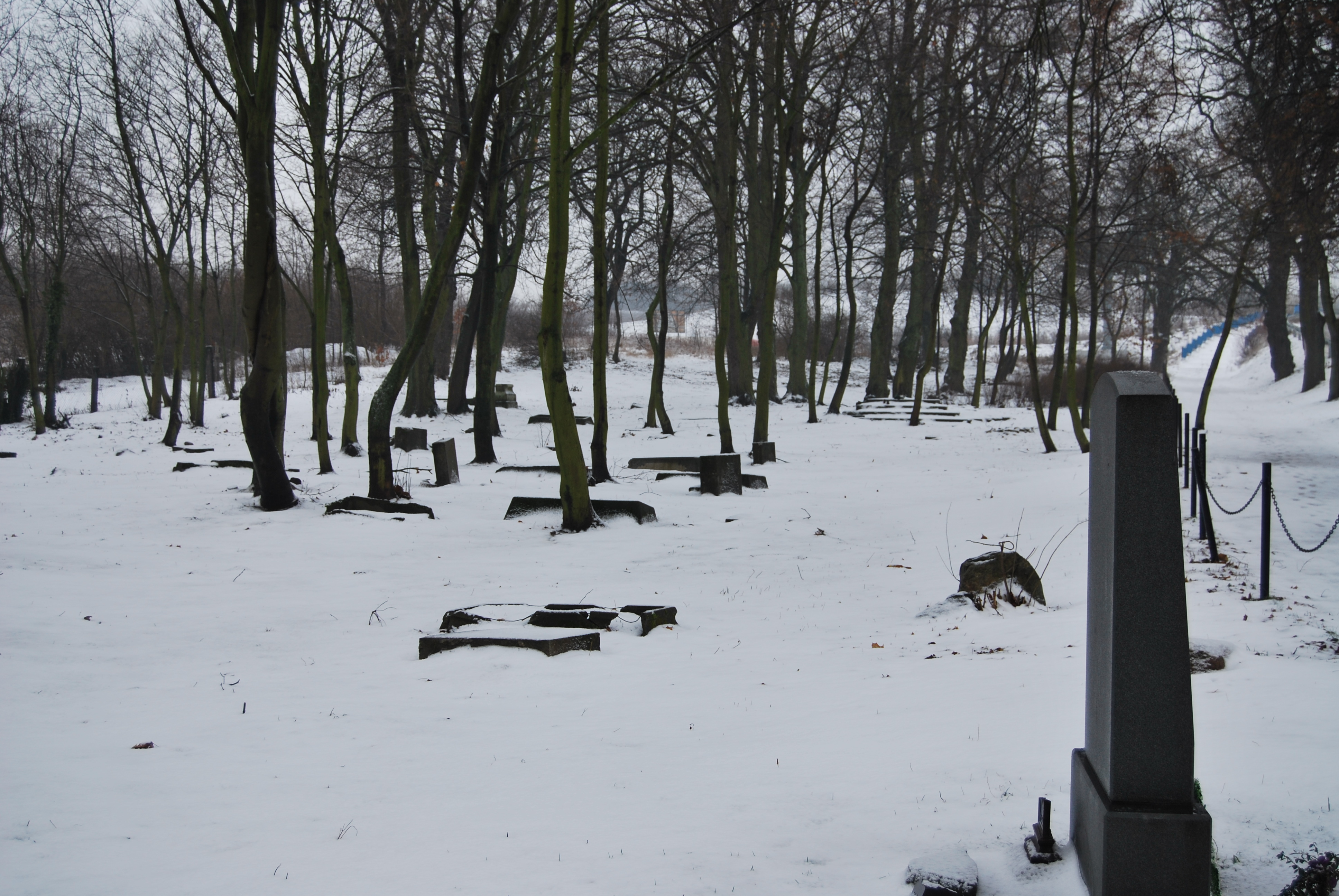